# Меерзон, Жозеф Исаакович
Жозеф Исаакович Меерзон (31 октября 1894, Велиж, Витебская губерния — 10 февраля 1938, расстрельный полигон «Коммунарка») — советский партийный деятель.

## Биография
Родился в Велиже (ныне — Смоленской области) в бедной еврейской семье. Окончил 8-классную классическую гимназию и 4 курса физико-математического факультета Московского университета. 8 лет проработал учителем.
С марта 1917 по июль 1918 года являлся членом «Бунда». Являлся председателем Велижской организации «Бунда». 20 октября 1918 года был осуждён Витебским губернским революционным трибуналом за контрреволюционную деятельность. Амнистирован. В январе 1919 года вступил в РКП(б).
С декабря 1918 по 1919 год — секретарь Велижского уездного комитета РКП(б), с августа 1919 по сентябрь 1920 — член президиума Витебского губернского комитета РКП(б). После непродолжительной работе в Рязанском губкоме РКП(б) (сентябрь — декабрь 1920) с декабря 1920 по май 1923 года являлся ответственным секретарём Тульского губернского комитета РКП(б).
С 1923 года — ректор Среднеазиатского коммунистического университета в Ташкенте.
С 1926 года работал в аппарате ЦК ВКП(б), с 1928 года — заместитель заведующего Организационно-распределительным отделом, в 1931—1932 годах — заведующий Организационно-инструкторским отделом ЦК ВКП(б).
С 17 октября 1932 по 31 мая 1934 года — 2-й секретарь Закавказского краевого комитета ВКП(б).
С 10 февраля 1934 года — член Комиссии партийного контроля при ЦК ВКП(б), руководитель Группы транспорта и связи КПК при ЦК ВКП(б).
Избирался делегатом IX (1920), XI (1922), XII (1923) и XVII (1934) партийных съездов; XVII партконференции (1932).
23 октября 1937 года арестован. Расстрелян 10 февраля 1938 года на полигоне «Коммунарка». Реабилитирован 14 мая 1955 года.

## Избранные труды
по математике
- Меерзон Ж. И. Систематизированный по типам сборник алгебраических задач по показательным и логарифмическим уравнениям с подробнейшим разбором методов и полными решениями. — М.: [скл. изд. у авт.], 1914. — 69+2 с.

по партийному строительству
- Меерзон Ж. И. Боевые задачи борьбы за нефть и за весеннюю посевную кампанию. — [Тифлис] : Закпартиздат, 1933. — 66+2 с.
- Меерзон Ж. И. Боевые задачи партработы в Закавказьи. — [Тифлис] : Закпартиздат, 1933. — 39 с.
- Меерзон Ж. И. Вопросы партийного руководства : На опыте работы 25 партийных организаций, обследованных ЦК ВКП(б) в 1928 г. — М.; Л.: Московский рабочий, 1929. — 144 с.
  -  — 2-е изд., испр. — М.: Госиздат РСФСР Московский рабочий, 1929. — 128 с.
- Меерзон Ж. И. За перестройку партийной работы : Еще о вопросах партийного руководства. — М.; Л.: Гос. изд-во, 1929. — 48 с.
- Меерзон Ж. И. На переломе : Положительный опыт перестройки партийной работы. — [М.] : Госиздат РСФСР «Московский рабочий», 1930. — 61+2 с.
- Меерзон Ж. И. Наше хозяйственное положение и пути хозяйственного строительства. — Тула : Тул. губком РКП(б), [1921]. — 23 с.
- Меерзон Ж. И. Новая обстановка в деревне и задачи работы среди женщин : Речь на Краевом совещании по работе среди женщин. — [Тифлис] : Закпартиздат, 1933. — 15 с.
- Меерзон Ж. И. Партработа на современном этапе. — М.; Л. : Огиз Моск. рабочий, 1931. — Ч. 1: Предприятие. — 64 с.
- Меерзон Ж. И. Стахановское движение и перестройка партийной работы : Из опыта парт. работы на ж.-д. транспорте. — [М.]; [Л.] : Партиздат, 1936. — 100+3 с.
- Меерзон Ж. И. Транспорт должен работать как часы. — М.: изд. и 5 тип. Трансжелдориздата, 1934. — 34 с., 25 175 экз.